# Leopold Unger

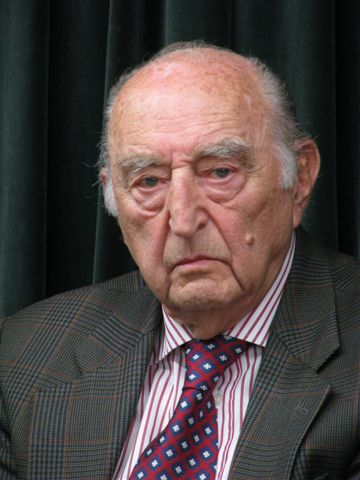
Leopold Unger (2009)

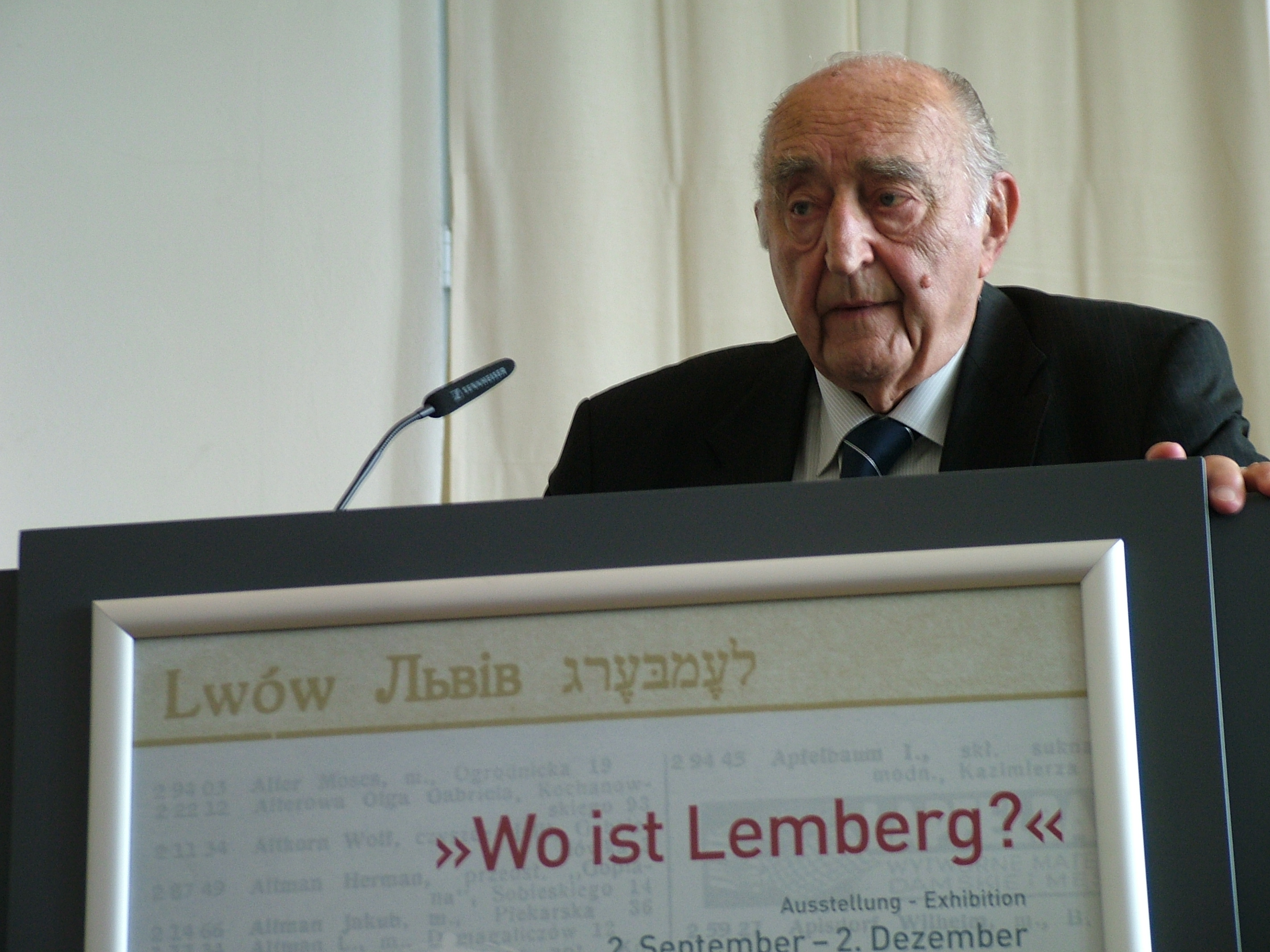
Leopold Unger eröffnet die Ausstellung "Wo ist Lemberg" in der Berliner Synagoge (2007)

Leopold Unger (Decknamen: Paul Mathil; Brukselczyk) (* 12. August 1922 in Lemberg; † 20. Dezember 2011 in Brüssel) war ein polnischer Journalist und bis zu seinem Tod der älteste beruflich aktive Journalist in Polen. Er wohnte seit 1969 in Brüssel.
1922 in dem damals polnischen Lemberg in einer jüdischen Familie geboren, flüchtete er mit 17 Jahren am 17. September 1939 nach Rumänien, wo er den Zweiten Weltkrieg überlebte.
Im Jahre 1948 wurde er Korrespondent der Polnischen Presseagentur PAP in Bukarest. Nach Warschau heimgekehrt, wurde er Sekretär der Redaktion der Tageszeitung „Życie Warszawy“. Er war auch Auslandskorrespondent in Kuba.
Nach den März-Unruhen 1968 in Polen wurde Unger 1969 zur Ausreise gezwungen und fand Zuflucht in Belgien. Er wurde ständiger Mitarbeiter von „Le Soir“ unter dem Decknamen Paul Mathil. Er schrieb auch für die „International Herald Tribune“ sowie für Radio Free Europe und die Pariser „Kultura“.
Nach der 1989er Wende wurde er ständiger Mitarbeiter der neu gegründeten Warschauer Tageszeitung „Gazeta Wyborcza“. Trotz seines hohen Alters versorgte Unger die Redaktion bis zuletzt mit oft polemischen Artikeln.
Zu seinem 85. Geburtstag erschien 2008 das Buch Udało mi się mieć ciekawe życie (Es ist mir ein interessantes Leben gelungen), mit Texten von Władysław Bartoszewski, Bronisław Geremek, Ryszard Kapuściński, Leszek Kołakowski, Bohdan Osadczuk, Adam Daniel Rotfeld, Andrzej Wajda, Lech Wałęsa und Józef Życiński.
Am 30. Juni 2009 wurde Unger Ehrendoktor der Maria-Curie-Skłodowska-Universität Lublin.